# (17224) Randoross
(17224) Randoross est un astéroïde de la ceinture principale.

## Description
(17224) Randoross est un astéroïde de la ceinture principale. Il fut découvert le 5 février 2000 à Socorro (Nouveau-Mexique) par le projet LINEAR. Il présente une orbite caractérisée par un demi-grand axe de 2,34 UA, une excentricité de 0,13 et une inclinaison de 10,0° par rapport à l'écliptique.

## Compléments